# Zamek w Foix
Zamek w Foix – zamek położony na wzgórzu w miejscowości Foix na południu Francji. 

## Historia
- VII wiek – pierwsze fortyfikacje na wzgórzu
- 987 – powstaje pierwszy zamek
- 1002 – wymieniony w testamencie hrabiego Carcassonne Rogera I jako spadek dla najmłodszego syna Bernarda
- 1486 – zamek po raz pierwszy zdobyty, na skutek zdrady jednej ze zwaśnionych gałęzi rodu Foix
- 1930 – utworzenie Muzeum Archeologicznego[1]